# Sockel 1700
Der Sockel 1700 (auch als LGA1700 bezeichnet) ist ein Prozessorsockel für Intel-Desktop-Prozessoren mit Alder-Lake- und Raptor-Lake-Mikroarchitektur (die 12., 13. und 14. Generation der Intel-Core-, -Pentium- und -Celeron-Prozessoren).
Er ersetzt den Sockel 1200 und verfügt über 1700 hervorstehende Pins für die Kontaktflächen des Prozessors. Im Vergleich zu seinem Vorgänger besitzt er 500 Anschlusspins mehr, wodurch sich die Abmessungen von Sockel und Prozessor vergrößern. Der Sockel stellt die erste größere Änderung der Sockelgröße für Desktop-Prozessoren von Intel seit Sockel 775 im Jahr 2004 dar. Die größeren Abmessungen bedingen auch eine Änderung bei der Anordnung der Befestigungslöcher für Kühlkörper, sodass bislang genutzte Kühler für diesen Sockel nicht kompatibel sind.
Serie 600-Chipsätze und Serie 700-Chipsätze unterstützen die Prozessoren der Alder-Lake-, Raptor-Lake-, Raptor-Lake-Refresh- und Bartlett-Lake-Generation.

## Serie 600-Chipsätze
(Quelle: )
|                                               |                                               |                                               | H610                                                                                               | B660                                                                                               | H670                                                                                               | Q670                                                                                               | W680                                                                                               | Z690                                                                                               |
| --------------------------------------------- | --------------------------------------------- | --------------------------------------------- | -------------------------------------------------------------------------------------------------- | -------------------------------------------------------------------------------------------------- | -------------------------------------------------------------------------------------------------- | -------------------------------------------------------------------------------------------------- | -------------------------------------------------------------------------------------------------- | -------------------------------------------------------------------------------------------------- |
| Übertaktung                                   | Übertaktung                                   | Übertaktung                                   | Nein                                                                                               | Ja, nur RAM                                                                                        | Ja, nur RAM                                                                                        | Nein                                                                                               | Ja                                                                                                 | Ja                                                                                                 |
| Bus Interface                                 | Bus Interface                                 | Bus Interface                                 | DMI 4.0 ×4                                                                                         | DMI 4.0 ×4                                                                                         | DMI 4.0 ×8                                                                                         | DMI 4.0 ×8                                                                                         | DMI 4.0 ×8                                                                                         | DMI 4.0 ×8                                                                                         |
| CPU-Unterstützung                             | CPU-Unterstützung                             | CPU-Unterstützung                             | Alder Lake Raptor Lake und Raptor Lake Refresh (BIOS-Update erforderlich) Bartlett Lake (Embedded) | Alder Lake Raptor Lake und Raptor Lake Refresh (BIOS-Update erforderlich) Bartlett Lake (Embedded) | Alder Lake Raptor Lake und Raptor Lake Refresh (BIOS-Update erforderlich) Bartlett Lake (Embedded) | Alder Lake Raptor Lake und Raptor Lake Refresh (BIOS-Update erforderlich) Bartlett Lake (Embedded) | Alder Lake Raptor Lake und Raptor Lake Refresh (BIOS-Update erforderlich) Bartlett Lake (Embedded) | Alder Lake Raptor Lake und Raptor Lake Refresh (BIOS-Update erforderlich) Bartlett Lake (Embedded) |
| Speicherunterstützung                         | Speicherunterstützung                         | RAM                                           | DDR4 / DDR5                                                                                        | DDR4 / DDR5                                                                                        | DDR4 / DDR5                                                                                        | DDR4 / DDR5                                                                                        | DDR4 / DDR5                                                                                        | DDR4 / DDR5                                                                                        |
| Speicherunterstützung                         | Speicherunterstützung                         | ECC                                           | Nein                                                                                               | Nein                                                                                               | Nein                                                                                               | Nein                                                                                               | Ja                                                                                                 | Nein                                                                                               |
| Maximale Anzahl DIMM-Steckplätze              | Maximale Anzahl DIMM-Steckplätze              | Maximale Anzahl DIMM-Steckplätze              | 2                                                                                                  | 4                                                                                                  | 4                                                                                                  | 4                                                                                                  | 4                                                                                                  | 4                                                                                                  |
| USB 2.0-Anschlüsse                            | USB 2.0-Anschlüsse                            | USB 2.0-Anschlüsse                            | 10                                                                                                 | 12                                                                                                 | 14                                                                                                 | 14                                                                                                 | 14                                                                                                 | 14                                                                                                 |
| USB 3.2- Anschlüsse                           | Gen 1 (5 Gbit/s)                              | Gen 1 (5 Gbit/s)                              | 4                                                                                                  | 6                                                                                                  | 8                                                                                                  | 10                                                                                                 | 10                                                                                                 | 10                                                                                                 |
| USB 3.2- Anschlüsse                           | Gen 2                                         | ×1 (10 Gbit/s)                                | 2                                                                                                  | 4                                                                                                  | 4                                                                                                  | 8                                                                                                  | 10                                                                                                 | 10                                                                                                 |
| USB 3.2- Anschlüsse                           | Gen 2                                         | ×2 (20 Gbit/s)                                | 0                                                                                                  | 2                                                                                                  | 2                                                                                                  | 4                                                                                                  | 4                                                                                                  | 4                                                                                                  |
| SATA 6-Gbit/s-Anschlüsse                      | SATA 6-Gbit/s-Anschlüsse                      | SATA 6-Gbit/s-Anschlüsse                      | 4                                                                                                  | 4                                                                                                  | 8                                                                                                  | 8                                                                                                  | 8                                                                                                  | 8                                                                                                  |
| PCIe- Unterstützung (maximal)                 | PCIe- Unterstützung (maximal)                 | 5.0 (CPU)                                     | 1×16                                                                                               | 1×16                                                                                               | 1×16 oder 2×8                                                                                      | 1×16 oder 2×8                                                                                      | 1×16 oder 2×8                                                                                      | 1×16 oder 2×8                                                                                      |
| PCIe- Unterstützung (maximal)                 | PCIe- Unterstützung (maximal)                 | 4.0 (CPU)                                     | 0                                                                                                  | 1×4                                                                                                | 1×4                                                                                                | 1×4                                                                                                | 1×4                                                                                                | 1×4                                                                                                |
| PCIe- Unterstützung (maximal)                 | PCIe- Unterstützung (maximal)                 | 4.0 (PCH)                                     | 0                                                                                                  | 6                                                                                                  | 12                                                                                                 | 12                                                                                                 | 12                                                                                                 | 12                                                                                                 |
| PCIe- Unterstützung (maximal)                 | PCIe- Unterstützung (maximal)                 | 3.0 (PCH)                                     | 8                                                                                                  | 8                                                                                                  | 12                                                                                                 | 12                                                                                                 | 16                                                                                                 | 16                                                                                                 |
| Unterstützte Bildschirme                      | Unterstützte Bildschirme                      | Unterstützte Bildschirme                      | 3                                                                                                  | 4                                                                                                  | 4                                                                                                  | 4                                                                                                  | 4                                                                                                  | 4                                                                                                  |
| WLAN und Bluetooth integriert                 | WLAN und Bluetooth integriert                 | WLAN und Bluetooth integriert                 | 802.11ax (Wi-Fi 6E) und Bluetooth 5.3                                                              | 802.11ax (Wi-Fi 6E) und Bluetooth 5.3                                                              | 802.11ax (Wi-Fi 6E) und Bluetooth 5.3                                                              | 802.11ax (Wi-Fi 6E) und Bluetooth 5.3                                                              | 802.11ax (Wi-Fi 6E) und Bluetooth 5.3                                                              | 802.11ax (Wi-Fi 6E) und Bluetooth 5.3                                                              |
| RAID-Unterstützung                            | RAID-Unterstützung                            | PCIe                                          | Nein                                                                                               | Nein                                                                                               | 0, 1, 5                                                                                            | 0, 1, 5                                                                                            | 0, 1, 5                                                                                            | 0, 1, 5                                                                                            |
| RAID-Unterstützung                            | RAID-Unterstützung                            | SATA                                          | Nein                                                                                               | 0, 1, 5, 10                                                                                        | 0, 1, 5, 10                                                                                        | 0, 1, 5, 10                                                                                        | 0, 1, 5, 10                                                                                        | 0, 1, 5, 10                                                                                        |
| Intel-Optane-Memory-Unterstützung             | Intel-Optane-Memory-Unterstützung             | Intel-Optane-Memory-Unterstützung             | Nein                                                                                               | Ja                                                                                                 | Ja                                                                                                 | Ja                                                                                                 | Ja                                                                                                 | Ja                                                                                                 |
| Intel-Smart-Sound-Technologie                 | Intel-Smart-Sound-Technologie                 | Intel-Smart-Sound-Technologie                 | Ja                                                                                                 | Ja                                                                                                 | Ja                                                                                                 | Ja                                                                                                 | Ja                                                                                                 | Ja                                                                                                 |
| Intel-Trusted-Execution- und vPro-Technologie | Intel-Trusted-Execution- und vPro-Technologie | Intel-Trusted-Execution- und vPro-Technologie | Nein                                                                                               | Nein                                                                                               | Nein                                                                                               | Ja                                                                                                 | Ja                                                                                                 | Nein                                                                                               |
| Maximale Verlustleistung TDP                  | Maximale Verlustleistung TDP                  | Maximale Verlustleistung TDP                  | 6 W                                                                                                | 6 W                                                                                                | 6 W                                                                                                | 6 W                                                                                                | 6 W                                                                                                | 6 W                                                                                                |
| Fertigungsprozess                             | Fertigungsprozess                             | Fertigungsprozess                             | Intel 7 (10 nm)                                                                                    | Intel 7 (10 nm)                                                                                    | Intel 7 (10 nm)                                                                                    | Intel 7 (10 nm)                                                                                    | Intel 7 (10 nm)                                                                                    | Intel 7 (10 nm)                                                                                    |
| Markteinführung                               | Markteinführung                               | Markteinführung                               | Q1 2022                                                                                            | Q1 2022                                                                                            | Q1 2022                                                                                            | Q1 2022                                                                                            | Q1 2022                                                                                            | Q4 2021                                                                                            |

## Serie 700-Chipsätze
|                                               |                                               |                                               | B760                                                                | H770                                                                | W790                              | Z790                                                                |
| --------------------------------------------- | --------------------------------------------- | --------------------------------------------- | ------------------------------------------------------------------- | ------------------------------------------------------------------- | --------------------------------- | ------------------------------------------------------------------- |
| Übertaktung                                   | Übertaktung                                   | Übertaktung                                   | Ja, nur RAM                                                         | Ja, nur RAM                                                         | Ja, nur RAM                       | Ja                                                                  |
| Bus Interface                                 | Bus Interface                                 | Bus Interface                                 | DMI 4.0 ×4                                                          | DMI 4.0 ×8                                                          | DMI 4.0 ×8                        | DMI 4.0 ×8                                                          |
| CPU-Unterstützung                             | CPU-Unterstützung                             | CPU-Unterstützung                             | Alder Lake Raptor Lake Raptor Lake Refresh Bartlett Lake (Embedded) | Alder Lake Raptor Lake Raptor Lake Refresh Bartlett Lake (Embedded) | Sapphire Rapids Workstation Xeon  | Alder Lake Raptor Lake Raptor Lake Refresh Bartlett Lake (Embedded) |
| Speicherunterstützung                         | Speicherunterstützung                         | RAM                                           | DDR4 / DDR5                                                         | DDR4 / DDR5                                                         | DDR4 / DDR5                       | DDR4 / DDR5                                                         |
| Speicherunterstützung                         | Speicherunterstützung                         | ECC                                           | Nein                                                                | Nein                                                                | Ja                                | Nein                                                                |
| Maximale Anzahl DIMM-Steckplätze              | Maximale Anzahl DIMM-Steckplätze              | Maximale Anzahl DIMM-Steckplätze              | 4                                                                   | 4                                                                   | 4                                 | 4                                                                   |
| USB 2.0-Anschlüsse                            | USB 2.0-Anschlüsse                            | USB 2.0-Anschlüsse                            | 12                                                                  | 14                                                                  | 14                                | 14                                                                  |
| USB 3.2- Anschlüsse                           | Gen 1 (5 Gbit/s)                              | Gen 1 (5 Gbit/s)                              | 6                                                                   | 8                                                                   | 10                                | 10                                                                  |
| USB 3.2- Anschlüsse                           | Gen 2                                         | ×1 (10 Gbit/s)                                | 4                                                                   | 4                                                                   | 10                                | 10                                                                  |
| USB 3.2- Anschlüsse                           | Gen 2                                         | ×2 (20 Gbit/s)                                | 2                                                                   | 2                                                                   | 5                                 | 5                                                                   |
| SATA 6-Gbit/s-Anschlüsse                      | SATA 6-Gbit/s-Anschlüsse                      | SATA 6-Gbit/s-Anschlüsse                      | 4                                                                   | 8                                                                   | 8                                 | 8                                                                   |
| PCIe- Unterstützung (maximal)                 | PCIe- Unterstützung (maximal)                 | 5.0 (CPU)                                     | 1×16                                                                | 1×16 oder 2×8                                                       | 1×16 oder 2×8                     | 1×16 oder 2×8                                                       |
| PCIe- Unterstützung (maximal)                 | PCIe- Unterstützung (maximal)                 | 4.0 (CPU)                                     | 1×4                                                                 | 1×4                                                                 | 1×4                               | 1×4                                                                 |
| PCIe- Unterstützung (maximal)                 | PCIe- Unterstützung (maximal)                 | 4.0 (PCH)                                     | 10                                                                  | 16                                                                  | 20                                | 20                                                                  |
| PCIe- Unterstützung (maximal)                 | PCIe- Unterstützung (maximal)                 | 3.0 (PCH)                                     | 4                                                                   | 8                                                                   | 8                                 | 8                                                                   |
| Unterstützte Bildschirme                      | Unterstützte Bildschirme                      | Unterstützte Bildschirme                      | 4                                                                   | 4                                                                   | 0                                 | 4                                                                   |
| WLAN und Bluetooth integriert                 | WLAN und Bluetooth integriert                 | WLAN und Bluetooth integriert                 | 802.11ax (Wi-Fi 6E) Bluetooth 5.3                                   | 802.11ax (Wi-Fi 6E) Bluetooth 5.3                                   | 802.11ax (Wi-Fi 6E) Bluetooth 5.3 | 802.11ax (Wi-Fi 6E) Bluetooth 5.3                                   |
| RAID-Unterstützung                            | RAID-Unterstützung                            | PCIe                                          | Nein                                                                | 0, 1, 5                                                             | 0, 1, 5, 10                       | 0, 1, 5                                                             |
| RAID-Unterstützung                            | RAID-Unterstützung                            | SATA                                          | 0, 1, 5, 10                                                         | 0, 1, 5, 10                                                         | 0, 1, 5, 10                       | 0, 1, 5, 10                                                         |
| Intel-Optane-Memory-Unterstützung             | Intel-Optane-Memory-Unterstützung             | Intel-Optane-Memory-Unterstützung             | Ja                                                                  | Ja                                                                  | Nein                              | Ja                                                                  |
| Intel-Smart-Sound-Technologie                 | Intel-Smart-Sound-Technologie                 | Intel-Smart-Sound-Technologie                 | Ja                                                                  | Ja                                                                  | Ja                                | Ja                                                                  |
| Intel-Trusted-Execution- und vPro-Technologie | Intel-Trusted-Execution- und vPro-Technologie | Intel-Trusted-Execution- und vPro-Technologie | Nein                                                                | Nein                                                                | Ja                                | Nein                                                                |
| Maximale Verlustleistung TDP                  | Maximale Verlustleistung TDP                  | Maximale Verlustleistung TDP                  | 6 W                                                                 | 6 W                                                                 | 6 W                               | 6 W                                                                 |
| Fertigungsprozess                             | Fertigungsprozess                             | Fertigungsprozess                             | Intel 7 (10 nm)                                                     | Intel 7 (10 nm)                                                     | Intel 7 (10 nm)                   | Intel 7 (10 nm)                                                     |
| Markteinführung                               | Markteinführung                               | Markteinführung                               | Q1 2023                                                             | Q1 2023                                                             | Q1 2023                           | Q4 2022                                                             |